# Västertälje
Västertälje är ett område och före detta kommundel i Södertälje kommun. Områdets yta motsvarar den tidigare Västertälje landskommun. 

## Bakgrund
Västertälje socken utgjorde en egen kommun, Västertälje landskommun, fram till 1946, då den införlivades i Södertälje stad. Området fortsatte att vara en egen kommundel i Södertälje kommun fram till sena 1990-talet.
Den del av Södertälje som tidigare tillhört Västertälje består framför allt av stadsdelarna Geneta, Karlhov, Lina hage (vanligtvis endast kallat Lina) och Ronna i de norra och västra delarna av staden. I hela Västertälje bor det omkring 15 000 personer.
Västertälje sammanfaller med det som tidigare var Västertälje församling.
Området har mycket varierande terräng, och domineras av branta berg och höjder i norr och öster, samt ett plattare landskap i Söder. I Lina hage gränsar området till Mälaren och Södertälje kanal. Bebyggelsen i Lina domineras av villor och bostadsrätter, medan Karlhov och Ronna domineras av flerfamiljshus. Ronna uppfördes under miljonprogrammet, och har idag väsentligt lägre boendepriser än Västertälje i övrigt. Karlhov har stadens högsta hyror, tillsammans med stadskärnan och Pershagen. Geneta domineras av radhus och mindre villor. Tidigare fanns där även ett betydande jordbruk, samt odlingar i växthus. Detta har dock under 90-talet och framåt tvingats ge plats åt främst extern volymhandel. Strax utanför Västertäljes allra sydvästligaste delar ligger Anstasjön och Måsnaren, som markerar gränsen till Nykvarns kommun.

## Samhälle och service
Större stadsdelscentrum finns i Ronna och Geneta, varav det allra största i det sistnämnda. Ett mindre centrum finns även i Lina hage. Karlhov saknar eget stadsdelscentrum, men har nära till såväl stadskärnan som till Ronna.
På senare år har en betydande del av Södertäljes externhandel koncentrerats till Geneta. Wasa Handelsplats har idag bland annat ICA Maxi, Coop Forum och systembolag. Scaniarinken ligger också i Geneta.
I anslutning till Västertälje finns golfbanan Wasa, tillhörande Wasa GK.

## Kommunikationer
De norra och västra delarna av Södertälje saknar järnväg. Däremot finns det bussförbindelser mellan flera platser i Västertälje och stadens centrala delar, samt med Nykvarn. Till Västertälje går det även nattbussar. Motorvägen E20 passerar förbi Geneta, där denna har en på- och avfart (nummer 142, trafikplats Vasa).